# Demonax brunescens
Demonax brunescens là một loài bọ cánh cứng trong họ Cerambycidae.